# Studenterhus
Et studenterhus er studenternes kultur- og forsamlingshuse i universitetsbyerne og de større uddannelsesbyer.
Begrebet "Studenterhus" spænder meget bredt, men nogle ting går igen blandt de mange studenterhuse. F.eks. er de alle bemandet med frivillig arbejdskraft, mestendels studerende. De fleste studenterhuse byder på faglige, kulturelle og sociale arrangementer i form af livemusik, foredrag, temaaftner eller kunstudstillinger.
I de fleste byer kaldes de enkelte studenterhuse i folkemunde "Studenterhuset" eller blot "Huset" hvis man har en stærkere tilknytning, f.eks. et medlemskab.

## Studenterhuse i Danmark
- Studenterhuset (Københavns Universitet)
- Studenterhus Odense
- Studenterhuset i Aalborg
- Studenterhus Aarhus
- S-huset (DTU)